# Repino
Repino (russisch Репино; bis 1948 Kuokkala) ist ein Vorort der russischen Stadt Sankt Petersburg etwa 45 km nordwestlich des Stadtzentrums am Ufer des Finnischen Meerbusens mit 2478 Einwohnern (Stand 14. Oktober 2010).

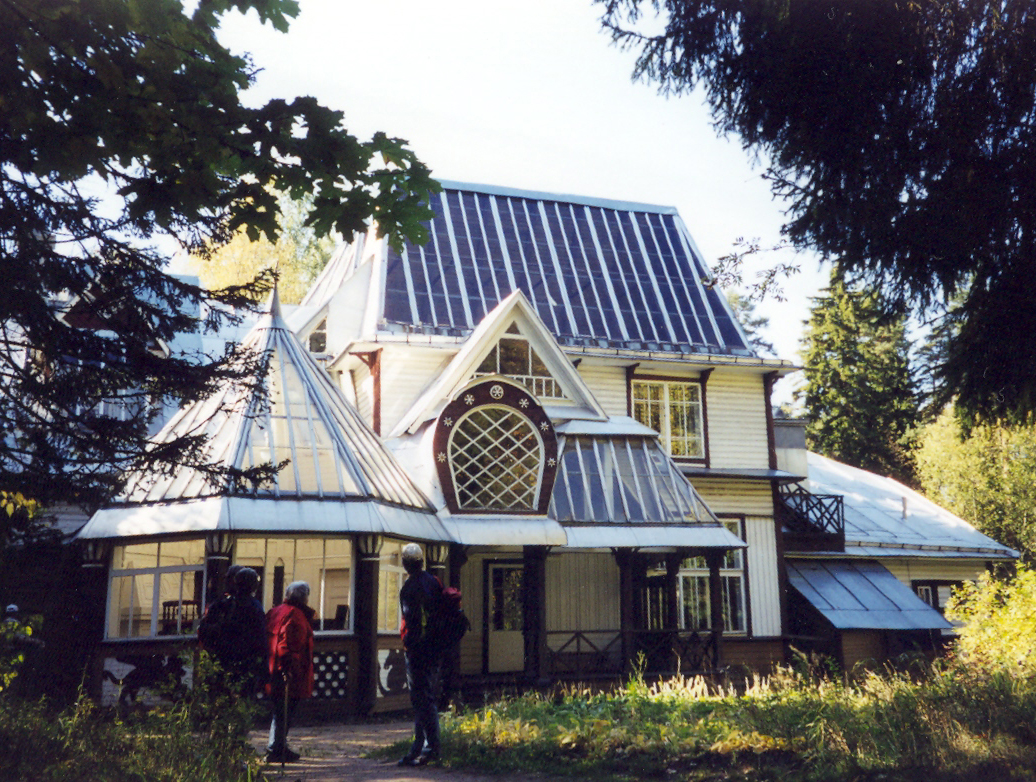
Die Villa Penaten

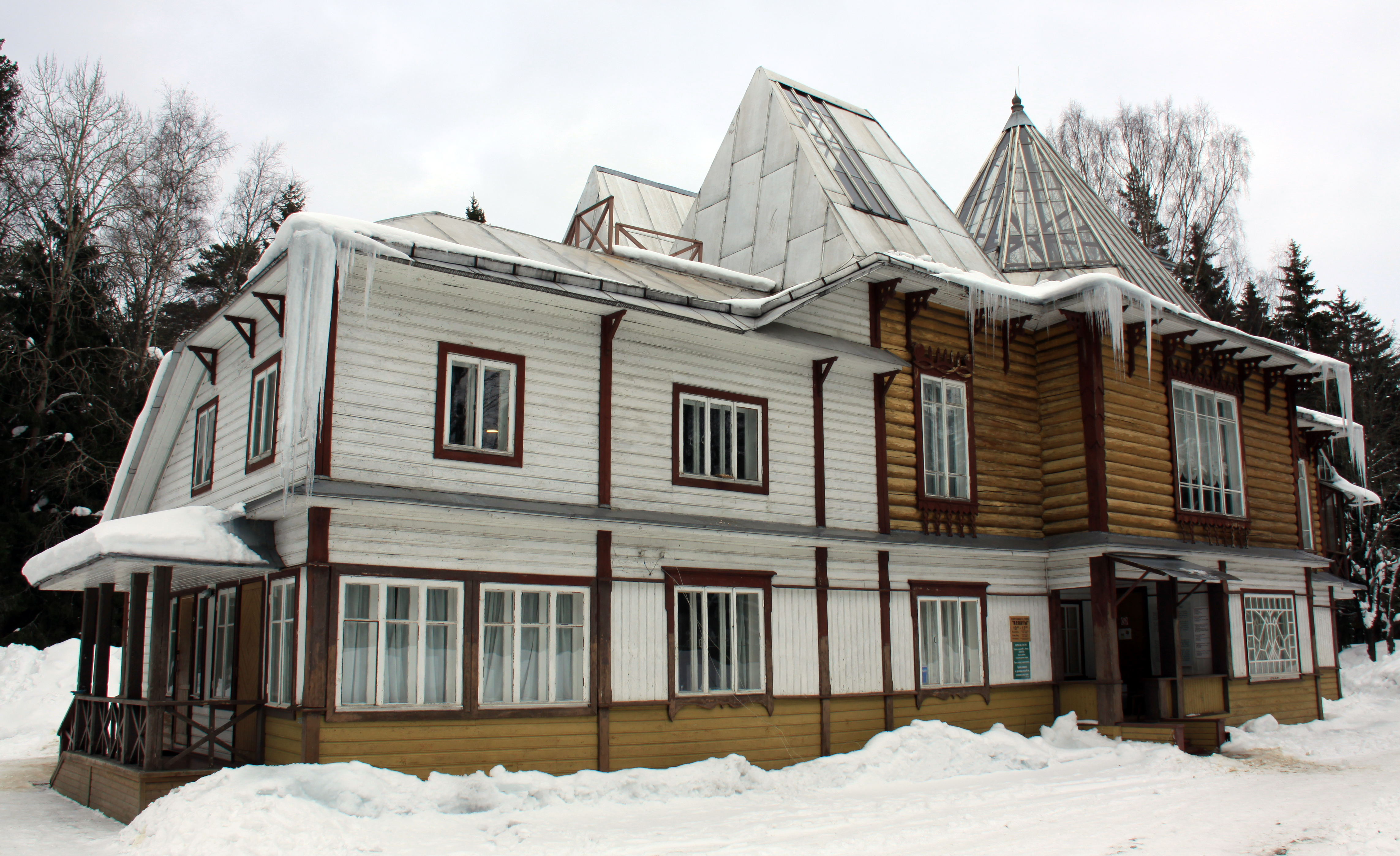
Repins Haus Penaten.

Lage von Repino im Stadtgebiet (Darstellung dunkel)

Die Siedlung städtischen Typs gehört verwaltungstechnisch zum zur Stadt Sankt Petersburg gehörenden Rajon Kurort.
Die Siedlung gehörte zum finnischen Teil des Russischen Reiches und kam nach der finnischen Unabhängigkeit zur neuen Republik Finnland, fiel jedoch durch den sowjetisch-finnischen Winterkrieg an die Sowjetunion. Repino wurde 1948 zu Ehren des Malers Ilja Jefimowitsch Repin, der bis zu seinem Tod 1930 drei Jahrzehnte im damaligen Kuokkala gelebt hatte, umbenannt. Sein Anwesen, die nach den römischen Schutzgöttern benannte Villa Penaten (russisch Пенаты), ist heute ein Museum und die wichtigste Sehenswürdigkeit des Ortes.
Bevölkerungsentwicklung
| Jahr | Einwohner |
| ---- | --------- |
| 1959 | 6555      |
| 1970 | 3824      |
| 1979 | 5164      |
| 1989 | 4215      |
| 2002 | 2011      |
| 2010 | 2478      |

Anmerkung: Volkszählungsdaten

## Söhne und Töchter Repinos
- Michail Moissejewitsch Botwinnik (1911–1995), sechster Schachweltmeister
- Iwan Albertowitsch Puni (1892–1956), russischer Maler